# Она носила жёлтую ленту
«Она носила жёлтую ленту» (англ. She Wore a Yellow Ribbon) — американский вестерн режиссёра Джона Форда, вышедший на экраны в 1949 году. Лента основана на рассказе Джеймса Уорнера Беллы. Это второй фильм из так называемой «кавалерийской» трилогии Форда. Картина получила премию «Оскар» за лучшую операторскую работу в цветном фильме, а также номинацию на премию Гильдии сценаристов США за лучший американский вестерн.

## Сюжет
На пороге своей отставки в 1876 году в форте Старк, стареющий ветеран кавалерии Натан Каттинг Бриттлс получает последнее задание: справиться с прорывом шайеннов и арапахо из их резервации после поражения Джорджа Армстронга Кастера в битве при Литл-Бигхорне и предотвратить новую войну с индейцами. 
Задача Бриттлса усложняется вторым приказом: доставить жену и племянницу своего командира, Эбби Олшард и Оливию Дэндридж, на дилижанс, направляющийся на восток. Офицеры его отряда, 1-й лейтенант В. Флинт Кохилл и 2-й лейтенант Росс Пеннелл соперничают за расположение Оливии, с тревогой ожидая отставки своего капитана и наставника. Помогать капитану в выполнении его миссии помогает его главный разведчик, сержант. Тайри, бывший капитан кавалерии Конфедерации; его первый сержант Квинканнон; и майор Олшард, весь израненный, ощетинившийся, давний друг и командир. 
Однако, итогом обеих миссий становится провал, Бриттлс возвращается с отрядом в Форт Старк, чтобы уйти в отставку. Но не оставляет попыток исправить ситуацию, оставив свой пост и добровольно присоединившись к своим лейтенантам, воюющим в полях. Не желая видеть, как понапрасну гибнут его бывшие сослуживцы, Бриттлс берёт на себя смелость попытаться договориться с индейским вождём Свободным Пони. Когда это не удаётся, он придумывает рискованный план, чтобы избежать кровопролитной войны. 
После удачно проведенной операции Бриттлса возвращают на службу в должности начальника скаутов в звании подполковника. Оливия и лейтенант Кохилл обручаются. Фильм заканчивается тем, что отряд кавалерии рысью несётся по дороге в дозор. 

## В ролях
- Джон Уэйн — капитан Натан Каттинг Бриттлс[2]
- Джоан Дрю — Оливия Дэндридж
- Джон Агар — 1-й лейтенант Флинт Кохилл
- Бен Джонсон — сержант Тайри
- Гарри Кэри мл. — второй лейтенант Росс Пеннелл
- Виктор Маклаглен — старший сержант Куинкэннон
- Милдред Нэтвик — Эбби Оллшард
- Джордж О’Брайен — майор Мак Оллшард
- Артур Шилдс — доктор О’Лофлин
- Майкл Дуган — сержант Хохбауэр
- Вождь Джон Большое Дерево — Вождь Ходячий Пони
- Фред Грэм — сержант Хенч
- Вождь Небесный Орёл — Вождь Небесный Орёл
- Том Тайлер — капрал Майк Куэйн
- Нобл Джонсон — Вождь Красная Рубаха
- Фрэнсис Форд — Коннелли, бармен форта

## «Кавалерийская трилогия»
- Форт Апачи (1948)
- Она носила жёлтую ленту (1949)
- Рио-Гранде (1950)